# White Sands Missile Range

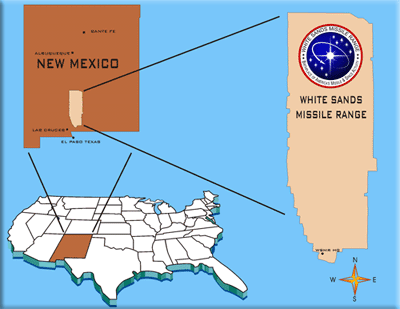
Pozice White Sands Missile Range

White Sands Missile Range (WSMR) je raketová střelnice nacházející se v Novém Mexiku. Se svojí rozlohou 8200 km², je největším vojenským zařízením ve Spojených státech. Areál se skládá z Oscura Range, WSMR Otera Mesa bombing range, Fort Bliss Range Complex a White Sands Test Facility. Hlavními uživateli jsou americké ministerstvo obrany, USAF a NASA.

## Chronologie

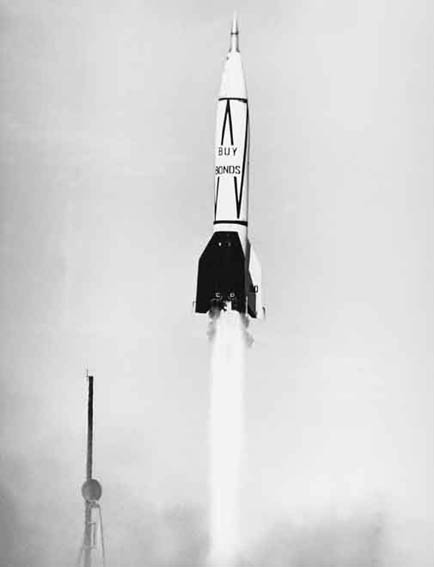
Start V2 na základně WSMR

- únor 1944 – generálmajor Gladeon M. Barnes vysílá několik týmů aby našli vhodné místo pro budoucí testovací raketovou střelnici.
- únor 1945 – ministr války schválil založení White Sands Proving Ground.
- jaro 1945 – testovací zážeh rakety Private.
- 16. červenec 1945 – Trinity, test první atomové bomby.
- konec července 1945 – příjezd 300 železničních vagonů s ukořistěnými německými raketami V-2.
- 1946 – první americký test rakety V-2 (projekt Hermes).
- 1949 – tým německých vědců pod vedením Wernhera von Brauna je přemístěn z WSMR a Fort Bliss do Redstone Arsenal.
- 1963–1966 – testy únikového systému kosmické lodi Apollo, starty rakety Little Joe II z komplexu 36.
- 1982 – přistání raketoplánu Columbia po misi STS-3.
- 3. říjen 1985 – odpalovací komplex 33 (místo prvních pokusů s V-2) je prohlášen národní památkou.
- 14. listopad 2007 – zahájení výstavby Orion Abort Flight Test Launch Complex, pro testy únikového systému nové kosmické lodi Orion.